# 도널드 밴슬라이크
도널드 덱스터 밴슬라이크(영어: Donald Dexter Van Slyke, 1883년 3월 29일 – 1971년 5월 4일)는 네덜란드계 미국인 생화학자로, "밴(Van)"이라는 별명으로도 불렸다. 밴슬라이크는 317편의 학술 논문을 쓰고 5권의 책을 출간하는 등 다작하였고, 국가 과학 메달을 비롯하여 숱한 상을 받았으며, 미국의사협회 과학 업적상 최초 수상자로 선정되기도 했다. 아미노산을 정량 분석하는 방법인 밴슬라이크법은 바로 그의 이름을 딴 것이다.

## 생애

### 유년기와 학창 시절
밴슬라이크는 1883년 3월 29일 뉴욕 파이크에서 태어났다. 아버지의 모교인 미시간 대학교에서 1905년에 학사 학위를, 1907년에 박사 학위를 취득했다.

### 박사후 연구
밴슬라이크는 1907년에 록펠러 연구소에서 피버스 레빈의 지도하에 박사후연구원으로 근무했다. 레빈은 1911년 한 해 동안 베를린의 헤르만 에밀 피셔에게 배울 수 있도록 자리를 마련해 주기도 했다. 밴슬라이크의 초창기 연구는 주로 단백질의 아미노산 조성 결정에 관한 것이었다. 아미노산인 하이드록시라이신을 발견한 것은 이 기간에 이룬 주요 업적이었다.

### 유레이스
G. E. 컬렌과 함께 유레이스를 연구하여 반응 속도식을 이끌어냈다. 앙리-미카엘리스-멘텐 식과 결과적으로는 똑같았지만, 어떤 전제에서 출발했는지가 달랐다. 앙리, 그리고 이후 미카엘리스와 멘텐은 기질이 자유 효소에 결합하여 효소-기질 복합체를 생성하는 것을 화학 평형으로 간주하였다. 반면 밴슬라이크와 컬렌은 이를 다음처럼 비가역 반응으로 취급했다.
효소 + 기질 → 효소-기질 복합체 → 효소 + 생성물
즉 정상 상태를 가정한 것이라고 볼 수 있다. 밴슬라이크와 컬렌의 방정식에서 따르면 기질 농도가 {\displaystyle a}일 때 반응속도 {\displaystyle v}는 다음과 같이 주어진다.
{\displaystyle v={\frac {Va}{k_{2}/k_{1}+a}}}
앙리-미카엘리스-멘텐 식과 비슷한 꼴이지만 분모에 포함된 상수 {\displaystyle k_{2}/k_{1}}의 의미가 다르다.

### 임상화학
1914년 밴슬라이크는 새로 설립된 록펠러 연구소 병원의 수석 화학자로 임명되었다. 이곳에서 그는 임상화학 분야의 발전에 중요한 공헌을 했다. 주로 조직의 기체 및 전해질 수치 측정에 대해 연구하였는데, 이로써 현대적인 정량 혈액화학검사의 기초를 닦았다고 여겨진다. 또한 존 퍼넷 피터스와 《양적 임상화학(Quantitative Clinical Chemistry)》을 공동 저술하였다. 2권으로 구성된 이 책은 "임상화학"이라는 용어를 처음으로 대중화한 저작으로 여겨지며, 의학계에서는 양적 임상화학의 "성경"으로 널리 받아들여졌다.
1914년부터 1925년까지는 《Journal of Biological Chemistry》지의 편집장으로 일하기도 했다.

### 브룩헤이븐
1948년, 은퇴가 다가옴에 따라 밴슬라이크는 새로 설립된 브룩헤이븐 국립연구소의 생물학 및 의학 부소장으로 취임했다. 잠시 이 자리에 있다가 이내 브룩헤이븐에서 다시 연구를 시작하여, 1971년 사망할 때까지 이어 갔다.

## 수상 및 학위

### 명예 이학박사 학위
- 예일 대학교 (1925)
- 미시간 대학교 (1935)
- 노스웨스턴 대학교 (1940)
- 시카고 대학교 (1941)
- 런던 대학교 (1951)
- 록펠러 대학 (1966)

### 명예 의학박사 학위
- 오슬로 대학교 (1938)
- 암스테르담 대학교 (1962)
- 울름 대학교 (1970)

### 메달과 수상
- 토론토 대학교 찰스 믹클 펠로우십 (1936)
- 뉴욕 화학자 클럽 필립 A. 코네 메달 (1936)
- 미국화학회 시카고 지부 윌러드 깁스상 (1939)
- 중화민국 광휘옥 훈장 (1939)
- 미국 의사 협회 코버 메달 (1942)
- 중화민국 광명성훈장 (1947)
- 미국화학회 피셔 분석화학상 (1953)
- 미국내과학회 존 필립스 기념상 (1954)
- 미국임상화학회 밴슬라이크 임상화학상 최초 수상 (1957)
- 미국의사협회 과학 업적상 최초 수상 (1962)[8]
- 미국임상화학회 에임스상 (1964)
- 미국 국가 과학 메달 (1965)[9]
- 필라델피아 프랭클린 연구소 엘리엇 크레슨 메달 (1965)[10]
- 뉴욕 의학 아카데미, 생물의학 분야 뛰어난 공헌에 대한 아카데미 메달 (1967)[11]

### 학회 회원
- 미국 국립 과학 아카데미 (1921)[12]
- 미국철학회 (1938)[13]
- 미국 예술 과학 아카데미 (1940)[14]